# Alexandra Putra
Alexandra Putra (écrit Aleksandra Putra depuis 2011), née le 20 septembre 1986 à Olsztyn (Pologne), est une nageuse française puis polonaise à partir de 2011.

## Carrière
En juin 2011, Putra décide de représenter la Pologne. En raison de ce changement de nationalité, elle est privée de compétitions internationales durant un an. Elle participe aux Jeux olympiques de 2012 pour la Pologne au sein du relais 4 × 200 m nage libre.

## Palmarès

### Jeux olympiques
- Jeux olympiques d'été de 2004
  - 29e au 100 m dos ;
  - 27e au 200 m dos ;
  - 14e au 4 × 100 m 4 nages.

- Jeux olympiques d'été de 2012
  - 16e au 4 × 100 m 4 nages.

### Championnats d'Europe
- Championnats d'Europe de natation en petit bassin 2008
  - médaille d'or en 200 m dos.

### Championnats de France

#### En grand bassin
- Championnats de France de natation 2002
  - Médaille de bronze du 100 m dos

- Championnats de France de natation 2003
  - médaille d'argent du 50 m dos

- Championnats de France de natation 2004
  - médaille d'argent du 50 m dos
  - médaille d'argent du 100 m dos
  - médaille d'argent du 200 m dos
  - Médaille de bronze du 4 × 100 m 4 nages

- Championnats de France de natation 2005
  - médaille d'or du 200 m dos
  - médaille d'argent du 50 m dos
  - médaille d'argent du 100 m dos
  - Médaille de bronze du 4 × 100 m 4 nages

- Championnats de France de natation 2006
  - médaille d'or du 200 m dos
  - médaille d'or du 4 × 200 m nage libre
  - Médailles de bronze du 50 m dos
  - Médaille de bronze du 100 m dos
  - Médaille de bronze du 4 × 100 m nage libre

- Championnats de France de natation 2007
  - médaille d'or du 4 × 200 m nage libre
  - médaille d'argent du 50 m dos
  - médaille d'argent du 200 m dos
  - Médaille de bronze du 100 m dos
  - Médaille de bronze du 4 × 100 m nage libre.
  - Médaille de bronze du 4 × 100 m 4 nages

- Championnats de France de natation 2008
  - Médaille de bronze du 100 m dos
  - Médaille de bronze du 200 m dos
  - Médaille de bronze du 4 × 100 m nage libre

- Championnats de France de natation 2009
  - médaille d'or du 4 × 200 m nage libre

- Championnats de France de natation 2010
  - médaille d'or du 4 × 100 m nage libre
  - médaille d'or du 4 × 200 m nage libre
  - médaille d'argent du 100 m dos
  - médaille d'argent du 200 m dos
  - Médaille de bronze du 50 m dos

## Divers
Alexandra Putra est la fille de Tomasz Putra, entraîneur de l'équipe nationale de rugby polonaise. Son oncle, Krzysztof Putra, vice-président de la Diète polonaise, est l'une des victimes de l'accident de l'avion présidentiel qui s'est écrasé à Smolensk, en Russie, en 2010. 
Devenue stagiaire dans une entreprise privée, son manager a déclaré « Elle est aussi à l'aise devant Excel que dans un bassin. »